# John Hattie
John Allan Clinton Hattie (n. 1950) nació en Timaru, Nueva Zelanda, y es Profesor de Educación y Director del Melbourne Education Research Institute, de la Universidad de Melbourne, Australia, desde marzo de 2011. Antes de eso fue profesor de Educación en la Universidad de Auckland.
Sus intereses investigadores se centran en los indicadores de rendimiento y la evaluación educativa, así como en la medición de la creatividad, y en los modelos teóricos de enseñanza-aprendizaje. Defiende que las metodologías dirigidas a la mejora del aprendizaje se basen en investigaciones cuantitativas, científicas. Antes de pasar a la Universidad de Melbourne, Hattie fue miembro del grupo asesor independiente que aconseja al Ministerio de Educación de Nueva Zelanda sobre los estándares nacionales de lectura, escritura y matemáticas a aplicar a los estudiantes de primaria de todo el país.
Fue distinguido como miembro de la Orden del Mérito de Nueva Zelanda en 2011 por sus servicios a la educación.
Hattie leyó en 1981 en la Universidad de Toronto su tesis doctoral, titulada Decision Criteria for Determining Unidimensionality (Criterios de decisión para la determinación de la unidimensionalidad).

## Visible Learning
Hattie es autor del mayor conjunto de metaanálisis basados en investigaciones cuantitativas de los efectos que tienen sobre los resultados educativos los distintos factores e intervenciones. Su libro Visible learning presenta los resultados de ese estudio, que resume lo averiguado a través de unas 50.000 investigaciones empíricas —con muestras que suman unos 80 millones de estudiantes— sintetizados por medio de unos 800 metaanálisis específicos.
La obra resume los resultados de tanta investigación antes dispersa categorizándolos en seis campos, cada uno de los cuales abarca una lista específica de factores:
- El niño, respecto al que se examinan, por ejemplo, seis factores.
- La familia
- La escuela
- El currículo
- El profesor
- Las maneras de enseñar, a las que se dedican dos capítulos.

De la información derivada de tantas investigaciones se extraen así conclusiones que pueden ser útiles para mejorar la eficacia del sistema escolar en el cumplimiento de sus fines. Muchas de las intervenciones educativas en las que se depositan mayores expectativas demuestran de hecho ser improductivas; muchos factores a los que se atribuye gran importancia son en realidad insignificantes. Por el otro lado destacan otras que realmente parecen tener una influencia positiva. En cualquier intervención se espera un efecto positivo derivado del entusiasmo de los participantes y la expectativa de logro por parte de los estudiantes, así que se trata de identificar aquellas que, una vez descontado ese sesgo, sigan demostrando, de manera estadísticamente significativa, un efecto positivo. Se examinan en total 138 intervenciones, de las que 63 muestran un efecto positivo, aunque en muchos casos muy modesto.  Las demás producen resultados por debajo de ese límite y no se justificaría su aplicación; algunas incluso producen resultados negativos.